# Typhlonectes
Typhlonectes is een geslacht van wormsalamanders (Gymnophiona) uit de familie waterbewonende wormsalamanders (Typhlonectidae). De groep werd voor het eerst wetenschappelijk beschreven door Wilhelm Peters in 1880.
Er zijn twee soorten die voorkomen in noordelijk Zuid-Amerika. Een derde soort, Typhlonectes cunhai, wordt tegenwoordig niet meer erkend.

## Soorten
Geslacht Typhlonectes
- Soort Typhlonectes compressicauda – Waterwormsalamander
- Soort Typhlonectes natans